# Landmannalaugar
Landmannalaugar é uma região termal do Sul da Islândia, com umas termas rodeadas de natureza selvagem.

Fica situada na região de Sudurland, a norte do glaciar Mýrdalsjökull e a leste do vulcão Hekla. A água quente das termas jorra do solo e conflui numa ribeira de água fria, permitindo aos banhistas escolher o ponto mais agradável para tomar banho.

## Galeria de imagens

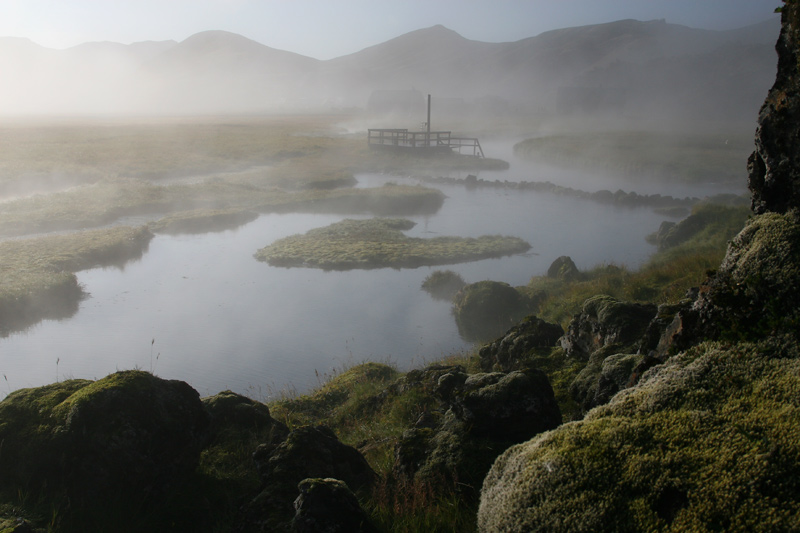
Fontes quentes em Landmannalaugar
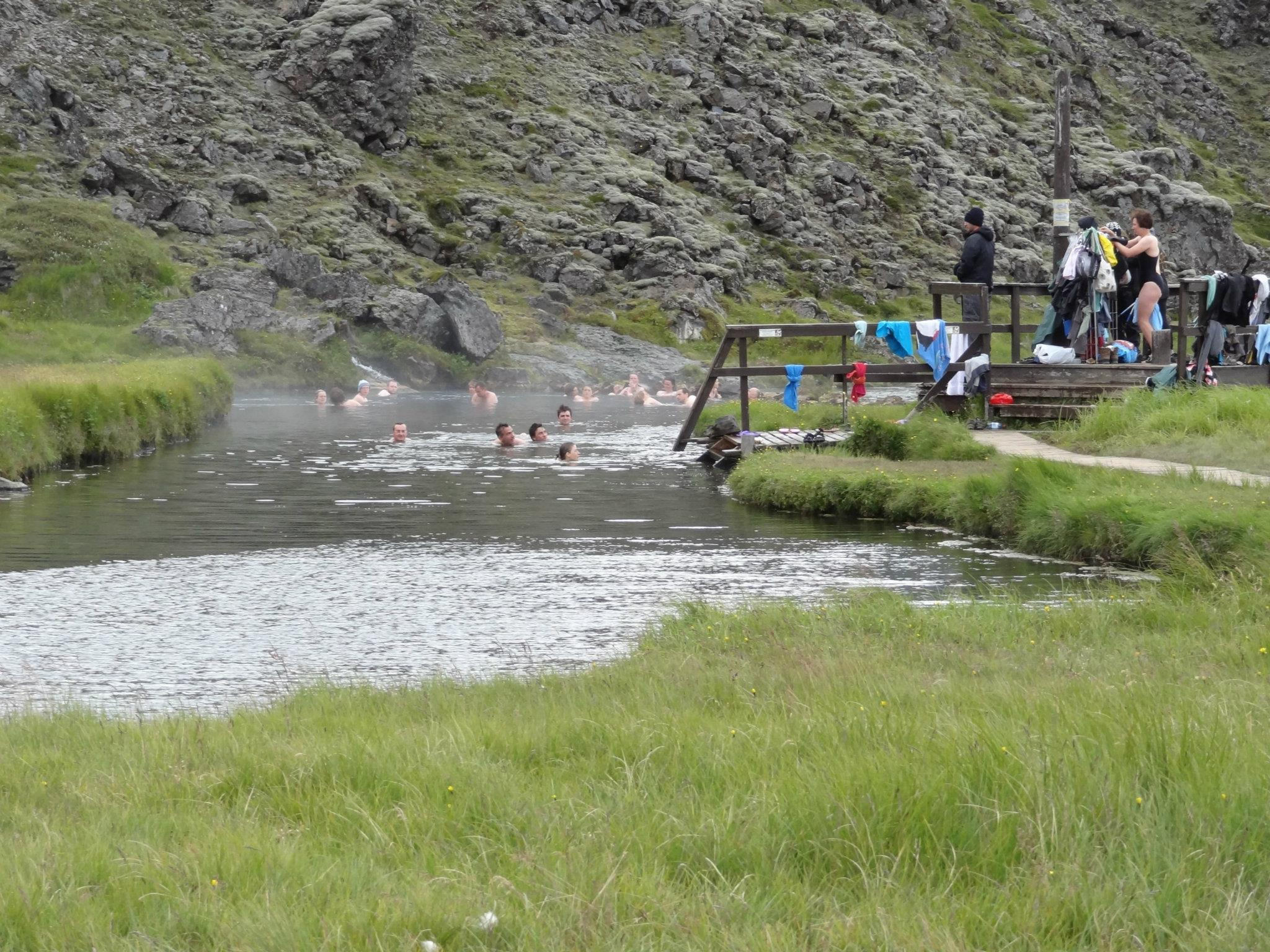
Piscina de água quente natural
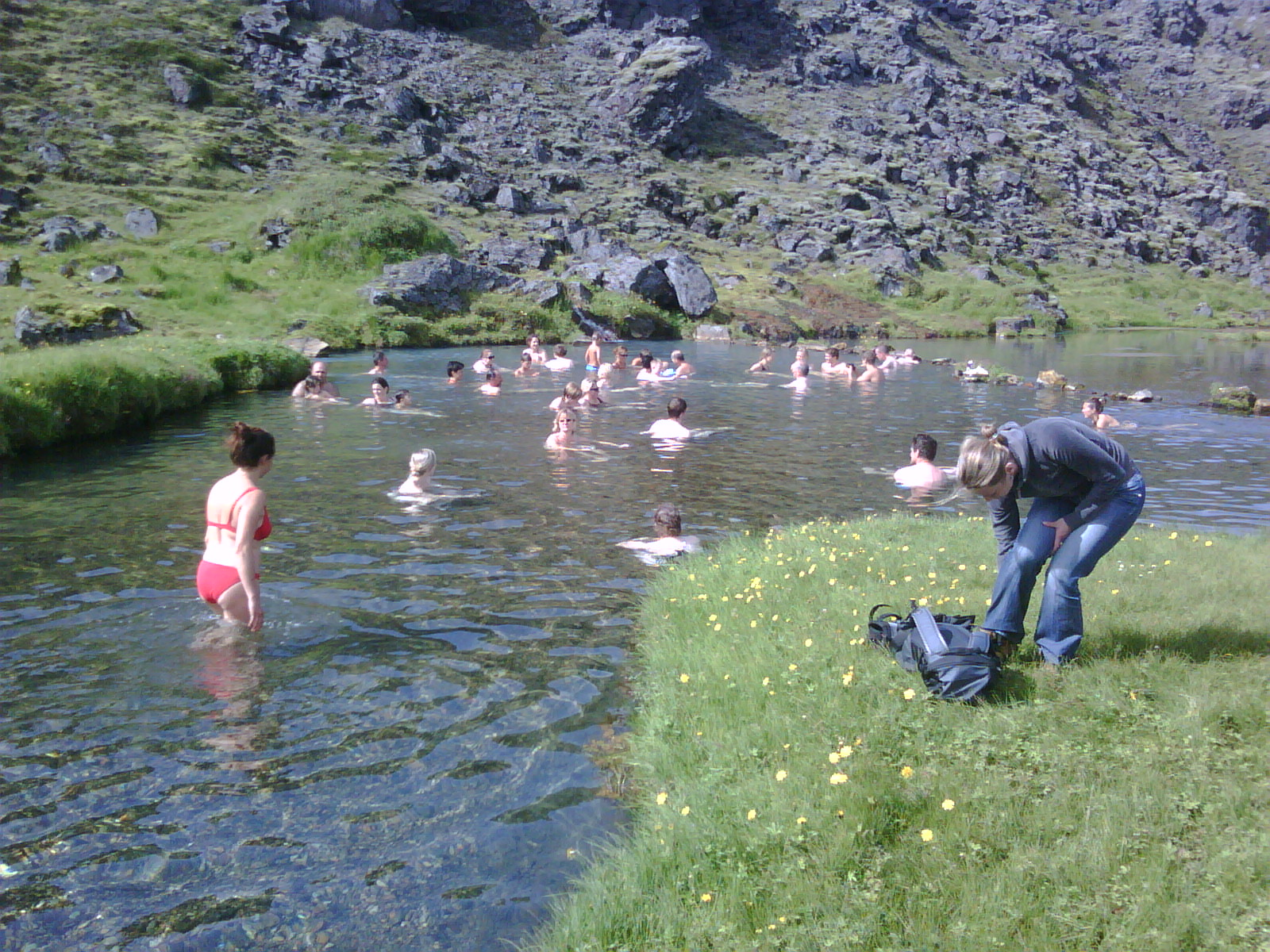
Piscina termal